# 엔포스
엔포스(nForce)는 AMD 애슬론과 듀론 마이크로프로세서를 위해 엔비디아가 개발한 컴퓨터 메인보드 칩셋이다. 엔포스의 첫 모델은 2001년 6월에 개발되었다. 이 칩셋은 3가지 종류로 나뉜다.: 220, 415, 그리고 420. 220과 420은 통합 GPU라는 점에서 매우 비슷하지만 220은 싱글 채널 메모리를 지원하는 반면 420은 128비트 트윈뱅크 설계를 따른다. 415는 또 듀얼 채널 메모리 인터페이스를 사용하지만 메인보드에 그래픽을 통합하지는 않았다.

## 바뀐 점
- 듀얼 채널 및 지포스2 MX IGP
- 이더넷 및 DASP
- 엔포스 APU (사운드스톰)

## 성능 및 문제
초기 엔포스 칩셋은 드라이버 지원이 미숙하고 하드웨어가 제대로 최적화되지 않았다. 듀얼 채널 메모리 컨트롤러와 DASP의 성능은 더 빠르고 값싼 비아 테크놀로지스의 KT266A 칩셋을 능가하지 못했다. 사타 드라이버에 대한 지원은 문제될 것이 없었으나, 병렬 ATA 드라이버의 지원이 문제가 되기도 했다. 엔포스4 메인보드에 장착된 병렬 ATA의 하드 드라이브와 광학 드라이브에서도 이러한 문제는 남아 있었다.
엔포스는 엔비디아의 첫 칩셋 시장 진출이었음을 감안하면, 비아, SiS, 인텔과 성능, 신뢰, 안정성에서 견줄 수 있을 만큼이어서 성공적으로 여겨진다.

## 엔포스 뒤의 칩셋
- 엔포스 2 (2002년)
- 엔포스 3
- 엔포스 4
  - 엔포스 4 SLI 인텔 에디션
  - 엔포스 4 SLI X16
- 엔포스 500
- 엔포스 600
- 엔포스 700
- 엔포스 900

## 같이 보기
- 엔비디아 엔포스 칩셋 비교